# Arikura-no-baba
Arikura-no-baba (蟻鞍の婆?, lett. "strega sellata da formica") è un personaggio del folclore giapponese che si dice vivesse in un luogo chiamato Arikura nella città di Takayama, nella prefettura di Gifu.

## Descrizione
La sua figura è tramandata nella leggenda come un'anziana donna dotata di poteri misteriosi. Nell'Hidabito (ひだびと?), pubblicato dalla "Società archeologica e folcloristica di Hida" nel 1935, include un aneddoto nel "Racconto popolare di Iwataki" (岩瀧の昔話?, Iwataki no mukashibanashi), in cui si racconta di come, quando il monte Kogarasu mostrò segni di un'eruzione, il settimo giorno recitò una preghiera per fermare il brontolio della montagna e anche di come gettò uno zoccolo di cavallo in una onsen raffreddando così l'acqua.